# Казтуган Суюнишулы
Казтуган Суюнишулы, Казтуган-Йырав на берегах Волги (близ с. Красный Яр Астраханской область) — ногайский йырав, поэт-сказитель семнадцатого века. Принадлежал к роду "Ак мангит" . Был выходцем из военной аристократии, предводителем одного из ногайских родов едисанских ногайцев.

## Биография
В отличие от творчества, жизнеописание ногайского поэта Казы-Тугана не было темой отдельного исследования и поэтому практически не известно для широкой общественности. В основном, немногочисленные сведения из жизни поэта исследователями творчества почерпнуты из его же собственных произведений. Например, мы знаем, что Казы-Туган был сыном едисанского мирзы Суйиниша Сейит-Абдулла улы (в русских документах именуется как Сююнча Абдулов), жил на Волге, а затем со своим улусом перебрался на Кубань . Вместе с тем это вполне конкретный исторический персонаж, сведения о котором, хотя и редко, но встречаются в русских документах второй половины XVII века. Материалы о ногайцах, хранящиеся в фонде «Ногайские дела» Российского государственного архива древних актов, практически ограничиваются 1660-ми годами. Однако более поздние сведения об этом народе отражены в материалах других фондов, таких как «Крымские дела», «Кабардинские дела», «Донские дела», «Калмыцкие дела» и др. В данной статье предполагается осветить некоторые моменты из жизни Казы-Тугана конца XVII столетия, которые удалось обнаружить в архивных фондах.
Впервые сведения о Казы-Тугане мы находим в русских документах за 1673 г., когда в феврале калмыцкий правитель Аюка с другими тайшами в ходе русско-калмыцких переговоров и накануне подписания шерти выступил с ходатайством перед астраханскими властями об освобождении молодого ногайского мирзы с Аманатного двора. Конечно, позиция калмыцких тайшей в первую очередь отражала интересы кочевавшего с ними едисанского мирзы Сююнчи Абдулова, который и приходился отцом Тогану (так Казы-Туган именуется в документах). Несмотря на то, что тайши подчеркивали заслуги Сююнчи перед государем, астраханские власти не могли решить этот вопрос самостоятельно без соответствующего из Москвы царского указа. Последующее за этим давление на воевод со стороны тайшей попытался смягчить кабардинский князь К. М. Черкасский, объяснив калмыкам всю сложность разрешения этой проблемы и «обнадеживал их государской милостию». Тайши согласились с доводами князя, пообещав заслужить «государскую милость» . Таким образом, получается, что детские годы Казы-Туган провел в астраханском Аманатном дворе, правда, сроки пребывания его там нам пока не известны.
Пребывание едисанских улусов в составе Калмыцкой орды можно отсчитывать с 1643 г. Именно в этом году ногайские мирзы впервые добровольно присоединяются к калмыкам, в то время как в прошлые годы присоединение в основном носило насильственный характер. Общая численность едисан на тот момент составляла примерно 5 тыс. улусных человек. Более полные сведения документы дают о жизни отца Казы-Тугана Сююнчи Абдулова. Впервые отцовское имя фигурирует в документах за 1643 г., когда осенью этого года он в составе калмыцко-ногайского отряда совершил набег на Калмыцкий улус, был также участником Крымского похода 1648 г., участвовал в Русско-калмыцких переговорах при подписании шертей 1657 и 1673 гг.
Миграции ногайских улусов из нижневолжского в причерноморский регион или на Северный Кавказ в XVII в. происходили не только в период так называемого «калмыцкого нашествия», т.е. в первой половине столетия, но и последующие периоды. Пребывание ногайцев в составе Калмыцкой орды было весьма не устойчивым, особенно в момент внутриполитического кризиса в калмыцком обществе или резкого ухудшения в целом ситуации в регионе, как это было во время Разинского восстания. Уход Казы-Тугана с Волги на Кубань, о чем он воспевает в своих произведениях, также можно проследить по архивным документам и даже уточнить его сроки. В следующий раз имя Казы-Тугана встречается в документах второй половины 1694 г.
Весьма любопытны сведения, полученные в ходе допроса пленного крымского татарина Чебана, доставленного калмыками в Москву в апреле 1697 г. С его слов, он находил ся в составе отряда крымского калги под Азовом. После падения турецкой крепости в 1696 г. калга отступил в Кабарду, куда к нему от калмыков пришел с улусом едисанский мирза Тоган (Казы-Туган), сообщивший о намерении и других ногайских мирз, в частности Салтамурата, также откочевать из-под власти Аюки на Кубань. Тоган просил калгу оказать военную поддержку, чтобы встретить другую группу ногайцев и препроводить их в Малую орду. Собрав 8-тысячное войско, калга выступил по направлению к Волге и Астрахани, направив передовой отряд под командой Кубек-аги, который и привел улус Салтамурата. Это (мероприятие проводилось в спешке, и бегство на Кубань шло «наспех днем и ночью, опасаясь калмыцких ратей». Опасения были не беспочвенны, так как уже на Куме стало известно об организованной калмыками погони за ногайским улусом. Опасаясь за свою жизнь, калга с отрядом из 500 человек, бросив ногайцев, бежал в Кабарду. Оборону ногайского улуса возглавили Кубек-ага и Тоган (Казы-Туган). В один из дней, за три часа до вечера, к Куме подошло калмыцкое войско, и началась битва, длившаяся до вечера, но не закончившаяся в чью-либо пользу. С обеих сторон погибло немалое количество людей, но с крымско- ногайской стороны погибло намного больше, в том числе и знатные крымские люди - Алиш-ага, Сафар-ага и Кубек-ага. В одну из ночей едисаны и татары, «пометав скот и животы», побежали на Кубань. Однако калмыки не стали их преследовать, поскольку войско было малочисленным, насчитывавшим около 2 тыс. человек, а основные силы во главе с Аюкой еще не успели подойти. Калмыки, собрав брошенный ногайцами скот и другое имущество, двинулись в обратном направлении .
Следующие сведения о Казы-Тугане нам становятся известны из сообщения ногайского посланца Бейшим-аги. В начале 1698 г. едисанские мирзы Тоган (Казы-Туган) и Гидемир с письмом отправили его в Астрахань и Москву, но по дороге он был перехвачен, затем передан астраханскому воеводе Мусину-Пушкину. По словам Бейшим-аги в 1697 г. левобережье Кубани замело глубоким снегом, и от бескормицы начало падение лошадей, что заставило едисан выгнать свои конские табуны на правый берег. Крымский калга с 500 человек ушел зимовать к горским владельцам в Бесленеи, а на побережье Кубани для охраны табунов направил крымского Девлет-Гирея во главе войска и едисанского Тогана (Казы-Тугане) с тысячным отрядом .